# Cupa României 1969/70
Der Cupa României in der Saison 1969/70 war das 32. Turnier um den rumänischen Fußballpokal. Sieger wurde wie im Vorjahr Steaua Bukarest, das sich in der Neuauflage des Vorjahresfinals am 26. Juli 1970 gegen Dinamo Bukarest durchsetzen konnte. Dadurch qualifizierte sich Steaua für den Europapokal der Pokalsieger.

## Modus
Die Klubs der Divizia A stiegen erst in der Runde der letzten 32 Mannschaften ein und mussten zunächst auswärts antreten. Ab dem Achtelfinale wurden alle Spiele – abgesehen vom Finale, das traditionell in Bukarest ausgetragen wurde – auf neutralem Platz statt. Es wurde jeweils nur eine Partie ausgetragen. Stand diese nach 90 Minuten unentschieden, folgte eine Verlängerung von 30 Minuten. Falls danach noch immer keine Entscheidung gefallen war, kam die klassentiefere Mannschaft weiter. Spielten beide in der gleichen Liga, fand am ein Wiederholungsspiel statt. Im Sechzehntelfinale kam im Falle eines Unentschiedens nach Verlängerung die auswärts spielende Mannschaft eine Runde weiter.

## Sechzehntelfinale
| Datum        |                       | Ergebnis             |                       |
| ------------ | --------------------- | -------------------- | --------------------- |
| 16. Mai 1970 | Sportul Studențesc    | 1:0 (0:0)            | Crișul Oradea         |
| 17. Mai 1970 | Rulmentul Bârlad      | 0:4 (0:2)            | Steaua Bukarest       |
|              | Tractorul Brașov      | 3:1 (2:0)            | Politehnica Iași      |
|              | Metalul Bukarest      | 0:1 n. V.            | UTA Arad              |
|              | Minerul Ghelar        | 0:0 n. V.            | Jiul Petroșani        |
|              | Minerul Moldova Nouă  | 1:2 (0:2)            | FC Argeș Pitești      |
|              | Victoria Moreni       | 0:4 (0:2)            | Steagul Roșu Brașov   |
|              | CFR Pașcani           | 2:1 (0:0)            | Universitatea Craiova |
|              | Chimia Râmnicu Vâlcea | 0:1 (0:0)            | Farul Constanța       |
|              | Victoria Roman        | 1:2 (0:1)            | Dinamo Bacău          |
|              | Politehnica Timișoara | 0:1 (0:0)            | Dinamo Bukarest       |
| 24. Mai 1970 | Portul Constanța      | 0:1 (0:0)            | AS Armata Târgu Mureș |
|              | CSM Sibiu             | 2:3 (1:2)            | Universitatea Cluj    |
|              | Metalul Turnu Severin | 5:2 n. V. (2:2, 1:1) | CFR Cluj              |
| 25. Mai 1970 | Minaur Zlatna         | 1:2 n. V. (1:1, 1:0) | Petrolul Ploiești     |
| 27. Mai 1970 | CIL Gherla            | 4:3 (3:1)            | Rapid Bukarest        |

## Achtelfinale
| Datum        |                     | Ergebnis             |                       | Ort           |
| ------------ | ------------------- | -------------------- | --------------------- | ------------- |
| 30. Mai 1970 | Steaua Bukarest     | 4:1 (2:0)            | Sportul Studențesc    | Bukarest      |
|              | Steagul Roșu Brașov | 2:1 (2:1)            | Universitatea Cluj    | Sibiu         |
| 31. Mai 1970 | Petrolul Ploiești   | 2:0 (1:0)            | Dinamo Bacău          | Brașov        |
|              | Jiul Petroșani      | 2:1 n. V. (1:1, 1:1) | CIL Gherla            | Câmpia Turzii |
|              | Dinamo Bukarest     | 3:0 (0:0)            | Tractorul Brașov      | Câmpina       |
|              | UTA Arad            | 1:0 n. V.            | AS Armata Târgu Mureș | Cluj          |
|              | FC Argeș Pitești    | 3:1 (3:0)            | Metalul Turnu Severin | Craiova       |
|              | Farul Constanța     | 3:1 (2:1)            | CFR Pașcani           | Iași          |

## Viertelfinale
| Datum         |                     | Ergebnis  |                   | Ort      |
| ------------- | ------------------- | --------- | ----------------- | -------- |
| 13. Juni 1970 | Dinamo Bukarest     | 2:1 (0:0) | Jiul Petroșani    | Sibiu    |
| 17. Juni 1970 | FC Argeș Pitești    | 0:0 n. V. | Farul Constanța   | Bukarest |
| 18. Juni 1970 | Steagul Roșu Brașov | 4:2 (1:0) | Petrolul Ploiești | Bukarest |
| 20. Juni 1970 | Steaua Bukarest     | 1:0 (0:0) | UTA Arad          | Sibiu    |

## Halbfinale
| Datum         |                 | Ergebnis  |                     | Ort      |
| ------------- | --------------- | --------- | ------------------- | -------- |
| 24. Juni 1970 | Dinamo Bukarest | 3:1 (0:0) | Steagul Roșu Brașov | Câmpina  |
|               | Steaua Bukarest | 3:1 (1:0) | FC Argeș Pitești    | Ploiești |

## Finale
| Paarung         | Steaua Bukarest – Dinamo Bukarest |
| Ergebnis        | 2:1 (1:0) |
| Datum           | 26. Juli 1970 |
| Stadion         | Stadionul 23 August, Bukarest |
| Zuschauer       | 30.000 |
| Schiedsrichter  | Gheorghe Limona (Bukarest) |
| Tore            | 1:0 Florea Voinea (7.) 2:0 Florea Voinea (56.) 2:1 Florea Dumitrache (79.) |
| Steaua Bukarest | Vasile Suciu, Gheorghe Cristache, Lajos Sătmăreanu, Marius Ciugarin, Iosif Vigu, Dumitru Dumitriu, Ion Naom, Costică Ștefănescu (60. Vasile Negrea), Florea Voinea, Anghel Iordănescu, Carol Creiniceanu (65. Mihai Mirăuță) Cheftrainer: Ștefan Kovács |
| Dinamo Bukarest | Iosif Cavai, Florin Cheran, Lică Nunweiller (46. Mircea Stoenescu), Cornel Dinu, Augustin Deleanu, Viorel Sălceanu, Radu Nunweiller, Ion Pârcălab, Mircea Lucescu, Florea Dumitrache, Ion Haidu (64. Gavril Both) Cheftrainer: Nicolae Dumitru          |